# Trifora
Trifora (od talijanskog: trifora) tip je prozorskog okna okomito podijeljenog na tri jednaka dijela - stupom, pilonom ili na neki drugi način. Svaki je dio nadsvođen lukom, a ponekad i cijela trifora jednim dodatnim lukom, pri čemu se u prostoru između triju manjih lukova i velikog luka često nalaze dekorativni elementi.
Trifore su se koristile manje od bifora i monofora. Pojavile su se u doba romanike, najviše su se koristile u gotici, a vrlo malo u renesansi. Nakon toga trifore su gotovo zaboravljene, a ponovno su se vratile u arhitekturu u 19. stoljeću, u vrijeme eklekticizma i ponovne popularizacije ranijih stilova (gotike i romanike).
Ovaj se tip prozorskog okvira obično koristio za veće otvore na gornjim katovima. Trifore su se najviše gradile na završnim katovima zvonika, jer su veliki otvori trifora smanjivali masu zvonika pa je zvonik tako mogao dosegnuti veće visine.

## Poveznice
- Monofora
- Bifora
- Kvadrifora